# The Dixie Dead
The Dixie Dead è il quinto album in studio del gruppo horror punk statunitense Wednesday 13, pubblicato il 19 febbraio 2013.

## Tracce
1. Death Arise (Intro) – 1:49
2. Blood Sucker – 4:08
3. Get Your Grave On – 4:12
4. Curse the Living – 4:29
5. Too Fast for Blood – 3:50
6. Hail Ming – 3:45
7. Coming Attractions – 1:07
8. The Dixie Dead – 3:33
9. Ghost Stories – 4:57
10. Fuck You (In Memory Of...) – 4:33
11. Carol Anne...They're Here – 3:41
12. Hands of the Ripper – 3:06
13. Death Arise (Overture) – 2:56

## Formazione
- Wednesday 13 - voce, tastiere
- Roman Surman - chitarra solista, cori
- Jack Tankersley - chitarra ritmica, cori
- Troy Doebbler - basso, cori
- Jason "Shakes" West - batteria